# Щипёрский, Адам
Адам Щипёрский (пол. Adam Szczypiorski; 10 октября 1895, Радомщанский повят — 3 августа 1979, Гостынин (гмина)) — польский социалист, политик и профсоюзный деятель Второй Речи Посполитой. Активный сторонник Юзефа Пилсудского. Участник антинацистского Сопротивления в годы Второй мировой войны. В 1945—1955 — политический эмигрант. В ПНР — диссидент, противник режима ПОРП. Соучредитель Комитета защиты рабочих. Известный историк и демограф.

## Верный пилсудчик
В 18-летнем возрасте вступил в Польскую социалистическую партию. С 1919 был членом Варшавского комитета партии. В 1920 добровольцем вступил в армию, участвовал в польско-советской войне. Был депутатом городского совета Варшавы.
Адам Щипёрский являлся преданным сторонником Юзефа Пилсудского. Он решительно поддержал Майский переворот 1926 и режим Санации. При конфликте соцпартии с Пилсудским поддержал внутрипартийную группу Раймунда Яворовского — Енджея Морачевского, взявшую сторону маршала. Вступил в Польскую социалистическую партию — Прежнюю революционную фракцию. С 1928 — депутат сейма от социалистов Беспартийного блока.
Активно занимался социальной политикой. Щипёрский был одним из создателей системы медицинского страхования в Польше. Состоял в руководстве Института социального государства. При этом работал школьным учителем.
В 1931—1939 Адам Щипёрский — генеральный секретарь ППС—Прежней революционной фракции и Центрального объединения классовых профсоюзов.

## Участник Сопротивления
В начале Второй мировой войны Адам Щипёрский участвовал в обороне Варшавы. В годы нацистской оккупации состоял в PPS-WRN. Участвовал в спасении евреев. Носил подпольный псевдоним Orwicz.
Во время Варшавского восстания был Адам Щипёрский схвачен немцами и отправлен в концлагерь Заксенхаузен.

## Историк-диссидент
В 1945 Щипёрский эмигрировал в Швецию, затем в Великобританию. Состоял в эмигрантской ППС. Занимался развитием польской образовательной системы, был соучредителем Польского зарубежного университета. Преподавал в Лондонской школе политических наук. Организовывал контакты польских социалистов с французскими.
Поддавшись уговорам сына Анджея (существует предположение о связях Анджея Щипёрского-младшего с госбезопасностью ПНР), Адам Щипёрский вернулся в Польшу. Работал в Институте истории материальной культуры Польской академии наук. Занимался исторической демографией.
Адам Щипёрский был противником режима ПОРП. В сентябре 1976 года он принял участие в учреждении Комитета защиты рабочих. Публиковал в нелегальном журнале Robotnik статьи об опыте профсоюзного движения и борьбы с большевизмом. Репрессиям не подвергся, но был уволен из Демографической комиссии ПАН.
Скончался в 1979 году в возрасте 83 лет.